# 井出努
井出努（いで つとむ、1964年11月26日 - ）は、日本のプロゴルファー。
わかさカントリー倶楽部所属。福島県出身。日本大学卒業。